# McCartney Kessler
McCartney Kessler (* 8. Juli 1999 in Calhoun, Georgia) ist eine US-amerikanische Tennisspielerin.

## Karriere
Kessler spielt bislang vor allem Turniere der ITF Women’s World Tennis Tour, wo sie bislang drei Einzeltitel und zwei Titel im Doppel gewinnen konnte.
2023 erhielt sie dann von der United States Tennis Association (USTA) eine Wildcard für die Qualifikation zu den US Open 2023, wo sie in der ersten Runde auf Yuan Yue traf.
2024 konnte Kessler mit einem Sieg beim Turnier in Cleveland ihren bislang größten Erfolg verbuchen, als sie als Wildcard-Inhaberin im Finale die topgesetzte Brasilianerin Beatriz Haddad Maia in drei Sätzen bezwang.

### College Tennis
Seit 2018 spielt sie für die Gators der Florida State University.

## Turniersiege

### Einzel
| Nr. | Datum            | Turnier         | Kategorie      | Belag             | Finalgegnerin       | Ergebnis      |
| --- | ---------------- | --------------- | -------------- | ----------------- | ------------------- | ------------- |
| 1.  | 8. Oktober 2023  | Rome            | ITF W60        | Hartplatz (Halle) | Grace Min           | 6:2, 6:1      |
| 2.  | 4. Februar 2024  | Rome            | ITF W75        | Hartplatz (Halle) | Liv Hovde           | 6:4, 6:1      |
| 3.  | 25. Februar 2024 | Puerto Vallarta | WTA Challenger | Hartplatz         | Taylah Preston      | 5:7, 6:3, 6:0 |
| 4.  | 11. August 2024  | Landisville     | ITF W100       | Hartplatz         | Olivia Gadecki      | 4:6, 6:2, 6:4 |
| 5.  | 24. August 2024  | Cleveland       | WTA 250        | Hartplatz         | Beatriz Haddad Maia | 1:6, 6:1, 7:5 |
| 6.  | 11. Januar 2025  | Hobart          | WTA 250        | Hartplatz         | Elise Mertens       | 6:4, 3:6, 6:0 |
| 7.  | 22. Juni 2025    | Nottingham      | WTA 250        | Rasen             | Dajana Jastremska   | 6:4, 7:5      |

### Doppel
| Nr. | Datum           | Turnier   | Kategorie | Belag     | Partnerin    | Finalgegnerinnen                     | Ergebnis          |
| --- | --------------- | --------- | --------- | --------- | ------------ | ------------------------------------ | ----------------- |
| 1.  | 8. April 2023   | Jackson   | ITF W25   | Sand      | Jaeda Daniel | Allura Zamarripa Maribella Zamarripa | 1:6, 6:1, [10:5]  |
| 2.  | 1. Oktober 2023 | Templeton | ITF W60   | Hartplatz | Alana Smith  | Jessie Aney Jaeda Daniel             | 7:5, 6:4          |
| 3.  | 7. August 2025  | Montreal  | WTA 1000  | Hartplatz | Coco Gauff   | Taylor Townsend Zhang Shuai          | 6:4, 1:6, [13:11] |

## Karrierestatistik und Turnierbilanz

### Einzel
Die letzte Aktualisierung erfolgte nach dem WTA-Turnier in Nottingham 2025.
| Turnier                   | 2023      | 2024      | 2025      | T / T     | S/N       | Sieg%     |
| ------------------------- | --------- | --------- | --------- | --------- | --------- | --------- |
| Australian Open           | –         | 2         | 1         | 0 / 2     | 1:2       | 33 %      |
| French Open               | –         | Q1        | 1         | 0 / 1     | 0:1       | 0 %       |
| Wimbledon                 | –         | 1         | 1         | 0 / 2     | 0:2       | 0 %       |
| US Open                   | Q3        | 1         |           | 0 / 1     | 0:1       | 0 %       |
| Doha                      | a. K.     | –         | 1         | 0 / 1     | 0:1       | 0 %       |
| Dubai                     | –         | –         | AF        | 0 / 1     | 2:1       | 67 %      |
| Indian Wells              | –         | 1         | 2         | 0 / 2     | 1:2       | 33 %      |
| Miami                     | –         | Q1        | 3         | 0 / 1     | 2:1       | 67 %      |
| Madrid                    | –         | Q1        | 1         | 0 / 1     | 0:1       | 0 %       |
| Rom                       | –         | –         | 1         | 0 / 1     | 0:1       | 0 %       |
| Kanada                    | –         | –         | AF        | 0 / 1     | 2:1       | 67 %      |
| Peking                    | –         | 1         |           | 0 / 1     | 0:1       | 0 %       |
| Statistik                 | Statistik | Statistik | Statistik | S/N       | S/N       | Sieg%     |
| Gewonnene Titel           | 1         | 4         | 2         | Gesamt: 7 | Gesamt: 7 | Gesamt: 7 |
| Gesamt-Siege/-Niederlagen | 44:24     | 35:21     | 27:15     | 106:60    | 106:60    | 64 %      |
| Jahresendposition         | 231       | 68        |           | N/A       | N/A       | N/A       |

Zeichenerklärung: S = Turniersieg; F, HF, VF, AF = Einzug ins Finale / Halbfinale / Viertelfinale / Achtelfinale; 1, 2, 3 = Ausscheiden in der 1. / 2. / 3. Hauptrunde; KF (kleines Finale) = unterlegen im Spiel um Platz drei; RR = Round Robin (Gruppenphase); n. a. = nicht ausgetragen; a. K. = andere Kategorie; PO (Play-off) = Auf- und Abstiegsrunde im Billie Jean King Cup; K1, K2, K3 = Teilnahme in der Kontinentalgruppe I, II, III im Billie Jean King Cup.
Anmerkung: Diese Statistik berücksichtigt alle Ergebnisse im Einzel bei ITF- und WTA-Turnieren. Als Quelle dient die ITF- und WTA-Seite der Spielerin. Dargestellt sind nur WTA-Turniere der Kategorie 1000 (seit 2021).

## Privates
McCartney ist die Tochter von Julie und Carl Kessler und Schwester von McClain Kessler.